# 64290 Yaushingtung
64290 Yaushingtung è un asteroide della fascia principale. Scoperto nel 2001, presenta un'orbita caratterizzata da un semiasse maggiore pari a 3,1394696 UA e da un'eccentricità di 0,1475853, inclinata di 4,72225° rispetto all'eclittica.